# Bond Minicar-serie
Bond Minicar is een serie dwergauto's die van 1949 tot 1966 werden geproduceerd door Sharp's Commercials Ltd. (vanaf 1964 Bond Cars Ltd.) in Preston, Lancashire.

## Voorgeschiedenis
Lawrence "Lawrie" Bond (1907-1974) was een technisch ontwerper die tijdens de Tweede Wereldoorlog bij Blackburn Aircraft Ltd. had gewerkt. Na de oorlog bouwde hij een racewagen die werd aangedreven door een 500cc-Rudge-Whitworth motorfietsmotor. Voor zijn vrouw Pauline bouwde hij een driewielige auto om boodschappen te doen. Hij wilde van die auto een serieproductie opzetten, waarvoor hij ruimte vond bij luitenant-kolonel C.R. Gray, die bedrijfsleider was van Sharp's Commercials aan Ribbleton Lane in Preston, een onderdeel van de Loxhams and Bradshaw Group, dat voor het Ministry of Supply beschadigde militaire voertuigen opknapte. Bond wist dat dit overheidscontract in 1948 ging aflopen en daarom dacht hij dat Gray zijn bedrijfsruimte wel zou willen verhuren. Dat weigerde Gray, maar hij kocht het ontwerp van Bond, onder de voorwaarde dat de merknaam Bond gebruikt zou worden. Lawrie Bond gebruikte het geld van de verkoop voor de ontwikkeling van de BAC scooters, maar hij bleef als adviseur en ontwerper verbonden aan Sharp's Commercials.

## Bond Minicars

### Algemeen
Hoewel aan het basisidee van Lawrie Bond werd vastgehouden, werden er in de loop van de jaren toch veel ontwikkelingen aan de auto uitgevoerd. De meerderheid van de voertuigen was als cabriolet uitgevoerd, zeker de eerste modellen t/m de Mark D. Later kwamen er meer sedans, bestelvoertuigen en stationcars. De meeste modellen werden in twee versies geleverd: "Standard" of "De Luxe". Echte luxe was er echter niet, de naam sloeg meestal op een wat groter bedieningsgemak, zoals een startmotor. 

#### Aandrijving, wielophanging, besturing en remmen

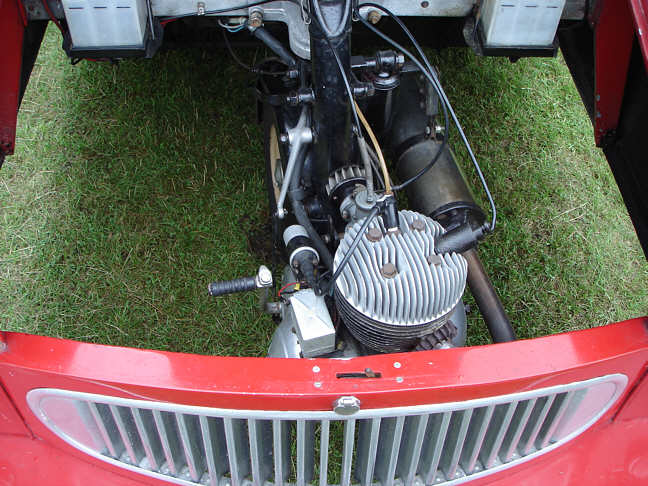
De motorruimte van een Minicar, in dit geval een Mark F uit 1959. De motor zat voor het voorwieltje, maar draaide mee. Daardoor kon het voorwiel een zeer grote stuuruitslag krijgen. Omdat het eigenlijk een motorfietsmotor was, was er nog steeds een kickstarter aanwezig.

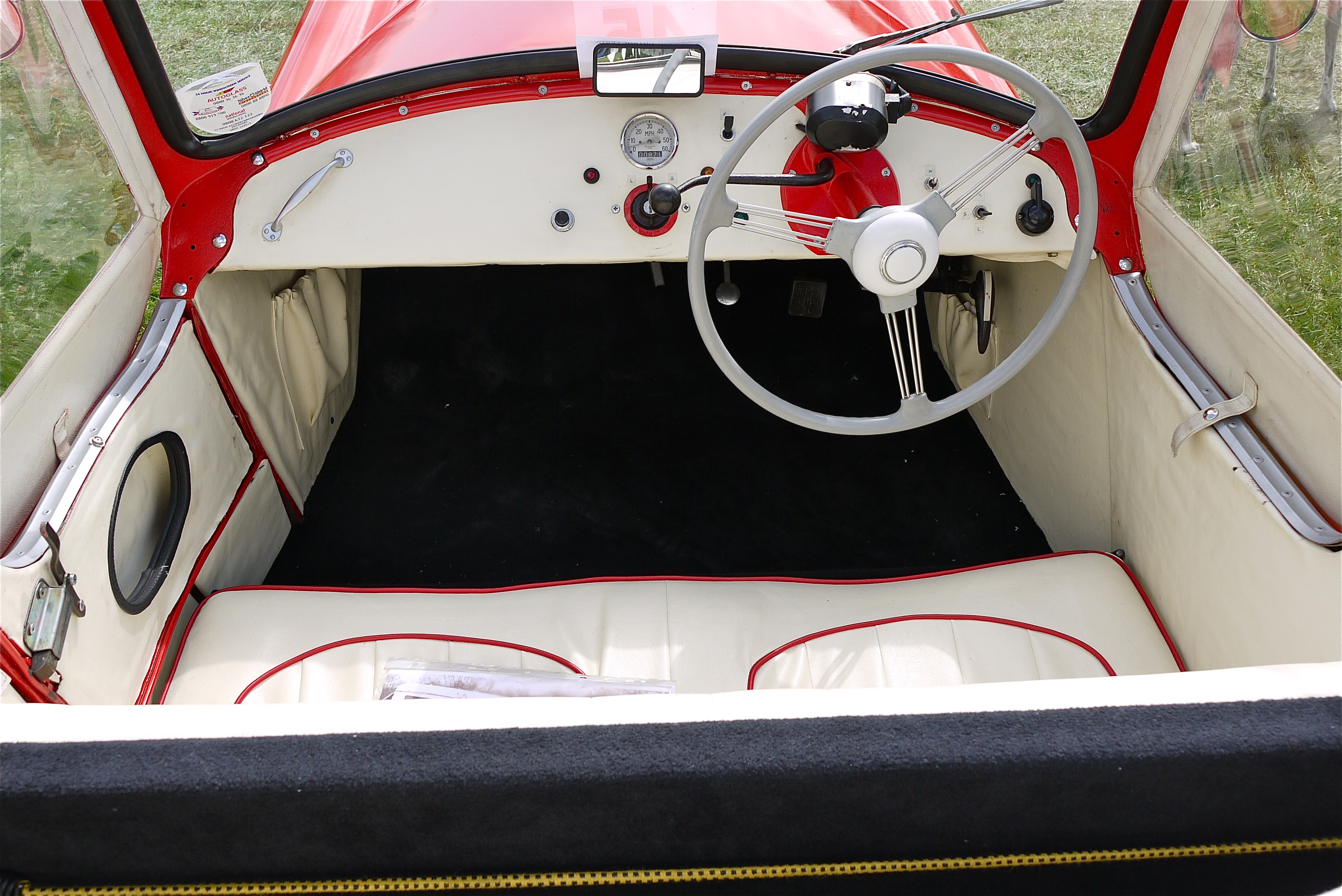
Het interieur van de Mark C. De "De Luxe"-versie had een open handschoenenvakje, maar de handgreep voor de passagier bleef behouden. Die was nodig om het instappen door het kleine portier te vergemakkelijken

De achterwielen waren aanvankelijk niet geveerd, maar de 8 inch lagedruk-ballonbanden zorgden voor enige vering. Alleen het voorwiel was aangedreven. Aan het stuurhuis zat een aluminium draagstuk en een dikke, bijna verticale buis waaraan de Villiers-unit construction-tweetaktmotor was bevestigd. De secundaire ketting dreef het voorwiel aan, dat aan de versnellingsbak vast zat. Daarmee ontstond een trailing link-constructie (vergelijkbaar met de ophanging van het neuswiel van een vliegtuig) die was afgeveerd met een schroefveer en een frictiedemper van het André-Hartford-principe. De basismodellen werden gestart met een starthendel onder het dashboard via een kabel aan de gemodificeerde kickstarter. De besturing geschiedde aanvankelijk met poelies en kabels, maar vanaf 1950 door een meer conventioneel tandheugelsysteem en later door een worm en wormwielstuurhuis. Zo stuurde dus niet alleen het voorwiel, maar de hele aandrijfeenheid. De Villiers-tweetaktmotoren waren ontwikkeld voor motorfietsen en hadden geen inrichting om achteruit te rijden. Dat probleem werd vanaf de Minicar Mark C opgelost door de grote stuuruitslag van bijna 180°, waardoor de draaicirkel gelijk was aan de wielbasis (iets meer dan 1½ meter). Bij latere versies kon men ook achteruit rijden door de omkeerbare dynastart, een gecombineerde startmotor/dynamo die de motor andersom kon starten, waardoor de auto achteruit reed en de allerlaatste series hadden een achteruitversnelling. Alleen de achterwielen hadden in het begin kabelbediende trommelremmen.
De verbeteringen die Sharp's in de loop van de jaren doorvoerde werden vaak aan bestaande klanten in de vorm van kits aangeboden zodat ook zij hun Minicars konden upgraden.

#### Carrosserie
De carrosserie van de eerste series was opgebouwd uit vrijwel vlakke panelen met enkele verstevigingsbalken. Door het ontbreken van deuren was ze sterk genoeg, terwijl de "instap" niet al te hoog was. Met geplaatste cabriokap was het instappen echter wel een probleem. De voorruit was van perspex. De latere series met deuren kregen meer chassisdelen. Er was een vaste zitbank met een zeer kleine ruimte erachter voor wat bagage. De koplampen zaten naast de carrosserie maar gaven erg weinig licht. Er was slechts één klein achterlichtje. 
| jan 1949 | introductie Bond Minicar                                                                                       |
| dec 1949 | Introductie De Luxe Tourer met 197cc-Villiers 6E-motor, elektrische ruitenwisser, buitenspiegel en reservewiel |
| jan 1950 | Motor in rubber opgehangen                                                                                     |
| okt 1950 | verbeterde De Luxe Tourer met tandheugelbesturing                                                              |
| jan 1951 | 6 exemplaren met linkse besturing gebouwd                                                                      |
| feb 1951 | enkele schroefveer op voorwiel vervangen door dubbele veer                                                     |
| apr 1951 | introductie Woodhead-Munroe hydraulische schokdemper, einde productie Mark A                                   |

### Bond Minicar (Mark A)[2]
Het eerste model, de Bond Minicar, verscheen in 1949. Er was veel gebruikgemaakt van Bond's kennis van vliegtuigmaterialen en de auto was voor een groot deel van verschillende aluminium-legeringen gemaakt. Hij had een 122cc-Villiers 10D-luchtgekoelde tweetaktmotor die 5 pk leverde. Bij een demonstratie van het door Bond zelf gebouwde prototype werd met twee personen aan boord een helling van 25% genomen. De auto had een drieversnellingsbak en woog slechts 140 kg. De kruissnelheid was ongeveer 50 km/uur. Gray wilde zich met de Minicar vooral op motorrijders richten. Uit onderzoek halverwege de jaren vijftig bleek inderdaad dat veel klanten motorrijders waren die een gezin hadden gesticht. De auto mocht met een motorrijbewijs bestuurd worden, maar dat betekende wel dat er geen achteruitrijinrichting aanwezig mocht zijn. Daardoor werd auto echter alleen maar goedkoper. Gray prestenteerde de auto op de Motorcycle Show van 1949 en was verrast door het grote aantal reacties. Hij moest zelfs extra personeel laten komen om de vragen van aspirant-kopers te beantwoorden. De productie ging van start met ongeveer 15 auto's per week. In juni 1950 vierde men de productie van de 1.000e auto. De Minicar was een cabriolet. Er werden ongeveer 2.000 exemplaren gebouwd. Een deel van de populariteit was te danken aan de lage aankoopbelasting en de lage (motorfiets)-motorrijtuigenbelasting. In december 1949 kwam er een De Luxe-versie met een 197cc-8pk-Villiers 6E motor, een reservewiel en een enkele spatbordspiegel. De handbediende ruitenwisser werd vervangen door een elektrisch exemplaar, maar dat beschadigde de perspex voorruit. Eind 1949 kwam er een primitieve achteruitrijinrichting. Het betrof een soort aanzetslinger die op een van de achterwielen werkte en waarmee de bestuurder vanaf zijn zitplaats het voertuig met de hand achteruit kon draaien.
Het autoblad "The Motor" testte in 1949 een Bond Minicar, die met één persoon aan boord een topsnelheid van 70 km/uur had. Het brandstofverbruik was 3,9 liter per 100 km en de auto accelereerde van 0 naar 50 km/uur in 13,6 seconden. Het geteste model kostte 262 pond inclusief aankoopbelasting. 
| apr. 1951  | introductie Minicar Mark B, eerste model krijgt achteraf de toevoeging "Mark A". Eerste versie 2/3-zits Tourer met drie versnellingen, 6 6 volt elektrische installatie, gebogen, glazen voorruit, sliding pillar-achtervering, hydraulische schokdemper voor, grotere bagageruimte |
| 1951       | introductie Sharp's Commercial 3cwt en Unicycle |
| mei 1951   | prototype met valse "voorspatborden" en koplampen aan de voorkant, eerste kenmerken van de latere Mark C |
| juni 1951  | prototype met linkse besturing |
| nov. 1951  | eerste versie met een deur aan de passagierskant. Tot oktober 1952 werden hier 93 Mark B's mee uitgerust. |
| okt. 1952  | eerste drie Mark B's met een 197cc-Villiers 8E motor. Tevens einde productie Mark B. |
| mei 1952   | introductie Sharp's Minitruck en Minivan |
| sept. 1952 | experimenteel model Minitruck met Flexitor-rubbervering |
| mrt. 1956  | einde productie Minitruck en Minivan |

### Bond Minicar Mark B

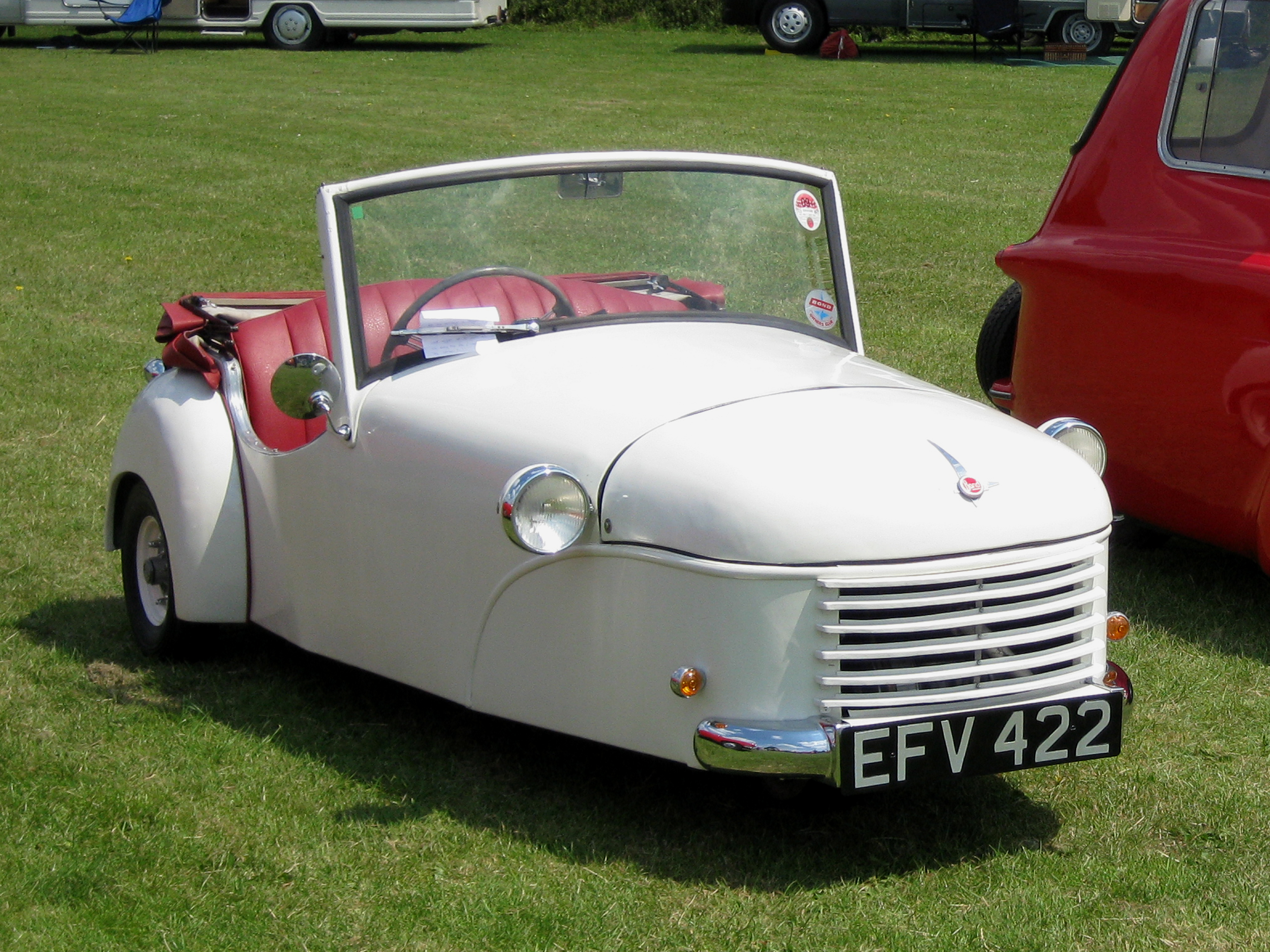
Bond Minicar Mark B uit 1951, het uiterlijk is gelijk aan dat van de Mark A

Terwijl de Minicar bedoel was als boodschappenauto voor korte afstanden, werden ter promotie juist grote afstanden door de fabriek afgelegd. De klanten kregen ook plezier in het afleggen van grotere afstanden, maar daarvoor was een wat zwaardere motor nodig. In april 1951 verscheen een verbeterde versie van de Bond Minicar, die uiterlijk vrijwel gelijk was, maar achtervering had. De sliding pillar achtervering (vergelijkbaar met plunjervering) met onafhankelijke wielophanging was ontwikkeld door Granville Bradshaw, die door zijn broer Ewart was uitgenodigd om aan het Minicar-project te werken. De wrijvingsdemper op het voorwiel werd vervangen door een hydraulische schokdemper. Bovendien was de achterkant veranderd, waardoor er ruimte kwam voor wat bagage of twee kinderen. De achterspatborden waren ook wat ruimer om plaats te bieden aan de verende wielen. De carrosserie was nog steeds van aluminium en de perspex voorruit was vervangen door een triplexglazen veiligheidsruit, die ook los verkrijgbaar was voor de bezitters van een Mark A Minicar. De cabrio-kap was iets hoger om meer hoofdruimte te bieden. Het remsysteem en het elektrische systeem waren verbeterd. De Mark B had ook splitsbare velgen, waardoor het monteren van banden eenvoudiger was. De Minicar Mark B stond aan de basis voor de Commercial Vehicles, aanvankelijk de Sharp's 3cwt en later de Minitruck en Minivan.

#### Sharp's Commercial 3cwt
In 1951 bouwde Sharp's onder de eigen merknaam een prototype van een kleine Pick-up uit, de 3cwt. De bedoeling was dat het voertuigje gebruikt ging worden in havens en bij bouwprojecten of op stations en luchthavens om goederenwagentjes te trekken. Ook zou het als invalidenvoertuig kunnen worden gebruikt, waarbij de laadruimte gebruikt kon worden om een rolstoel mee te nemen.
Als basis diende de Bond Minicar Mark B, maar de motorkap was boller en de voorkant met grille veel rechter. De koplampen zaten niet aan de zijkant, maar stonden op pootjes op de voorbumper. De zijkanten van de motorruimte waren iets uitgebouwd, om ruimte te maken voor de 180° draaibare motor/voorwielconstructie, die vanaf de Minicar Mark C gebruikt werd, maar waarvoor de originele Mark B-ruimte te klein was. In plaats van portieren had de 3cwt aan weerszijden twee vierkante uitsparingen om in- en uit te stappen. De zeer kleine, enkele bestuurderszitplaats zonder rugleuning zat in het midden en daarachter was een planken platform gemaakt, dat met de opstaande achterkant een laadruimte van ongeveer 710 liter opleverde.
Door de uitsparingen aan de zijkant was de carrosserie minder stevig en daarom was de onderkant verstevigd met een ruggengraatchassis. Ook de vloer was zowel aan de voor- als de achterkant verstevigd om het torderen van de carrosserie tegen te gaan.
Technisch had de Commercial 3cwt veel overeenkomst met de Mark C, zoals remmen op alle wielen, de 180°-stuurinrichting en het worm en wormwielstuurhuis. De motor was echter heel anders: in plaats van de Villiers-tweetaktmotor kreeg de 3cwt een 250cc-zijklepmotor die door Brockhouse in Southport werd geproduceerd en ook in de Indian Brave werd gemonteerd. De motor was boven op een Albion-drieversnellingsbak met achteruit gemonteerd en dreef deze via een ketting aan. Vanaf de versnellingsbak dreef een tweede ketting het voorwiel aan. Omdat de uitgaande as van de versnellingsbak aan de rechterkant zat (bij de Villiers-motoren links), werd de draagarm van het voorwiel omgekeerd. Het voertuigje had een topsnelheid van ongeveer 70 km/uur.
Op de Motorcycle Show van 1951 werd de Commercial 3cwt geëxposeerd samen met de Minicar Mark C en de Unicycle. De 3cwt kostte - inclusief aankoopbelasting - 255 pond, maar kwam het prototypestadium nooit te boven.

#### Sharp's Unicycle
Een bijzonder maar wellicht ook ondoordacht project was de Sharp's Unicycle (eenwieler) die tegelijk met de Commercial 3cwt aan het publiek werd voorgesteld. De Unicycle bestond uit het aluminium draagstuk, de draagarm, de Brockhouse-zijklepmotor met versnellingsbak en het voorwiel met wielophanging. Bovenop was een aparte brandstoftank gemonteerd. De gedachte was dat kopers deze constructie zelf in een bestaand voertuig zouden monteren. Als voorbeelden noemde men kleine platformtrucks, fabrieksvoertuigen, lichte bestelwagens, invalidenvoertuigen, melkbestelauto's en riksja's. In de folder stond: "In order, therefore, to motorise any platform waggon or body, all that is necessary is to screw on the Sharp's Commercials Motorised "UNICYCLE" by means of four bolts, fill up with petrol and drive away." Men vergat daarbij echter dat het voor een klant nog niet zo eenvoudig was alle bedieningselementen voor het gas, de koppeling, de versnellingsbak en de remmen zelf te maken. Bovendien moest men ook nog een - om welke reden dan ook - geschikt maar niet gemotoriseerd voertuig hebben of zelf bouwen. Daar kwam nog bij dat het niet duidelijk was wie er verantwoordelijk was als een grotendeels zelfgebouwd voertuig een ongeluk veroorzaakte, bijvoorbeeld door een slecht functionerend remsysteem.

#### Sharp's Minitruck en Minivan
De Sharp's Commercial 3cwt kwam niet verder dan een prototype, maar bijna een jaar later, in mei 1952, verschenen twee nieuwe modellen die tot 1956 in productie zouden blijven: de Minitruck en de Minivan.
De Minitruck, die aanvankelijk "Utility" zou gaan heten, had vergeleken met de 3cwt een hogere achterkant en een canvas dak, dat aan de achterkant een aparte flap had om bij de laadruimte te kunnen komen. Er was nog steeds een enkele zitplaats, maar die zat weer rechts in het voertuig, zonder rugleuning maar nu wel met een soort kopschotje om schuivende lading tegen te houden. De prijs was 265 pond inclusief aankoopbelasting. De Minitruck werd enige tijd in de Verenigde Staten geïmporteerd door Craven and Hedrick in New York, onder de naam "Sharp's Bear Cub".
De Minivan had alleen een canvas kap boven de tweepersoons zitbank. Daarachter was een hoge opbouw met een toegangsdeur gemaakt. Dit bestelvoertuig was uitgerust met Flexitor-achtervering en een startmotor. De prijs was 289 pond inclusief aankoopbelasting.
Er werden in 1951 en 1952 ongeveer 3.000 exemplaren van de Minicar Mark B gebouwd. 
| okt. 1952  | Introductie Minicar Mark C met een breder front door valse "spatborden". Voorwielophanging gewijzigd en een worm en wormwiel stuurhuis en een 180° stuuruitslag. Flexitor achtervering en remmen op alle wielen. De Luxe-model met startmotor, reservewiel tegen meerprijs van 5 pond. |
| mei 1953   | eerste voertuig met een motorkap van glasvezelversterkte kunststof |
| juni 1953  | 197cc-Villiers 8E motor en kettingspanners geïntroduceerd. |
| maart 1954 | Family Safety model met kinderzitplaatsen geïntroduceerd. Alle Family Safety-modellen krijgen een achterbumper. |
| mei 1954   | kabelbediende handrem vervangt het onbetrouwbare systeem met stangenstelsel |
| sept. 1954 | invoering dubbele achterlichten |
| okt. 1954  | introductie van het 1955-model met verbeterd remsysteem en meer glasvezel. Ook Tourer-modellen met achterbumpers. |
| okt. 1955  | introductie 1956-model, alle modellen nieuw type grille. Family Safety modellen met nieuwe glasvezel spatborden en nieuw type achterlichten |
| nov. 1955  | eerste Tourer-model met glasvezel hardtop |
| mei 1956   | einde productie Mark C |

### Bond Minicar Mark C

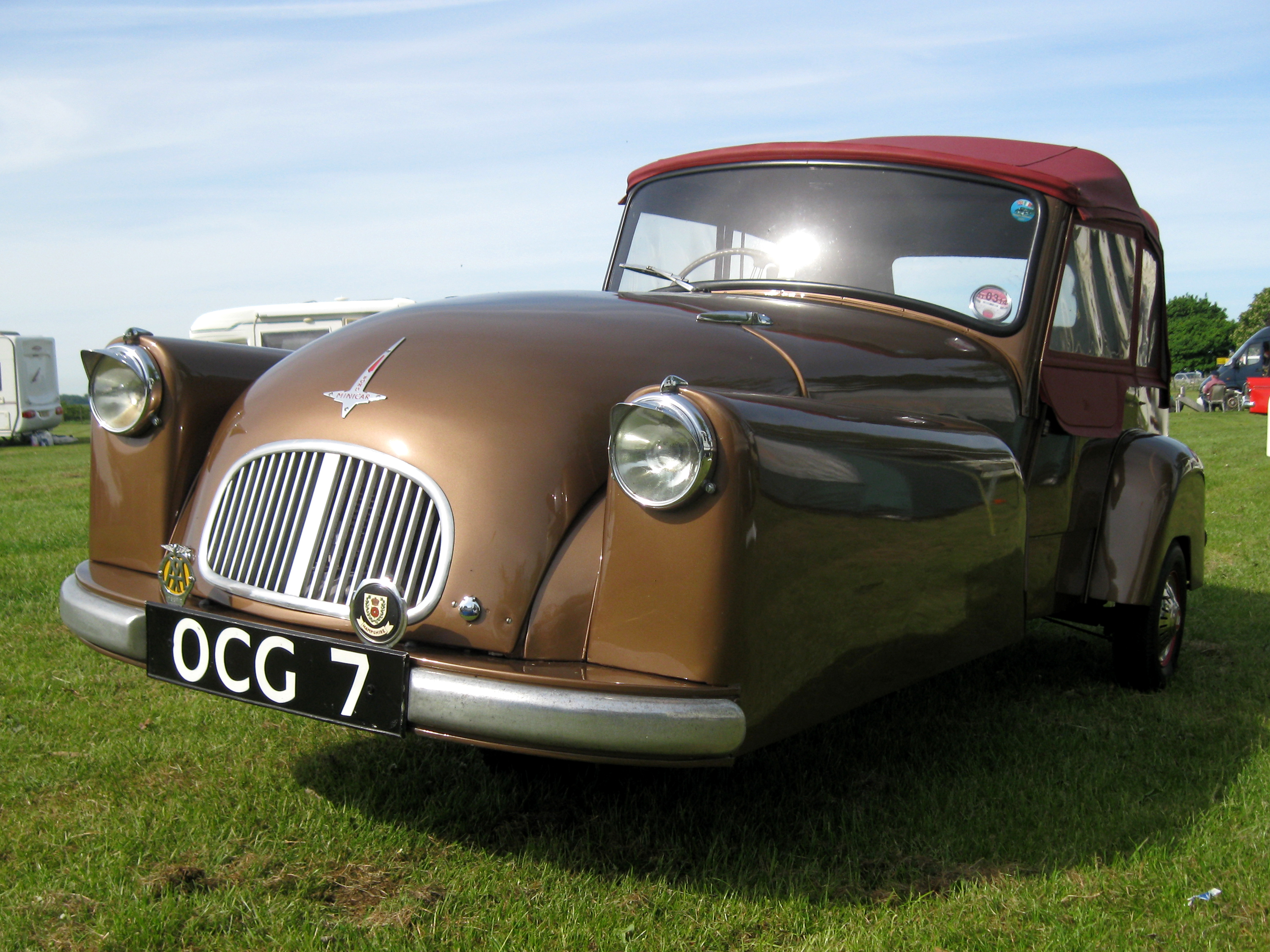
Mark C Family Safety Model uit 1955

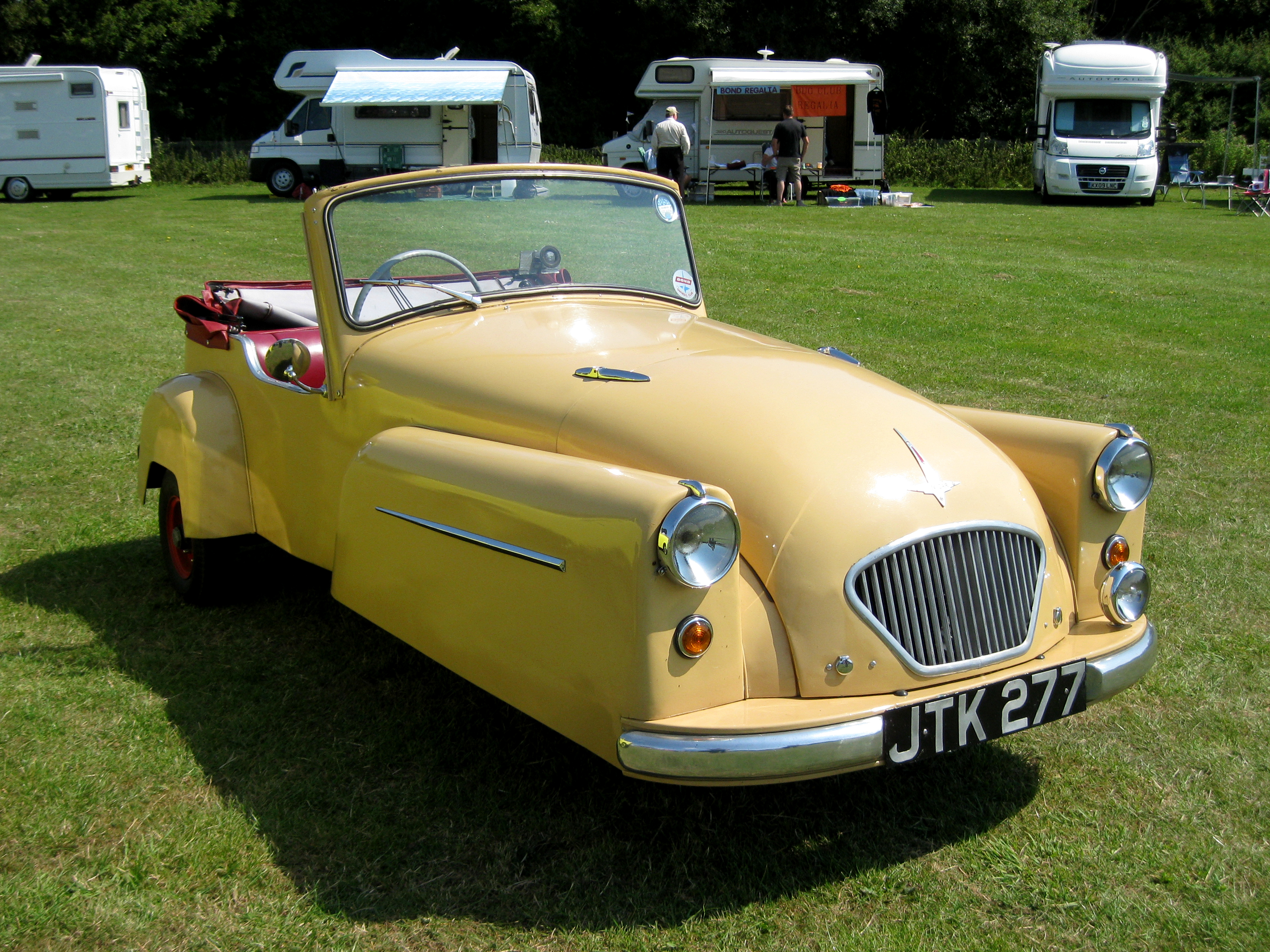
Mark C De Luxe met de latere, type II, grille uit 1956

De ontwikkeling van de Mark C was al begonnen toen de Mark B werd geïntroduceerd. De Mark C was veel vlotter vormgegeven, met vloeiender lijnen, twee "valse" spatborden, een kleinere grille en met de koplampen aan de voorkant. Doordat de voorkant breder was kon er ook een langere bumper worden gemonteerd en leek de Minicar meer op een normale auto, maar vooral was er meer ruimte voor de motor/voorwielconstructie die nu 180° kon draaien. Opmerkelijk was het deurtje, dat alleen aan de passagierskant kwam. Daardoor konden dames met rokken wat makkelijker instappen. Dit was al bij de laatste series van de Mark B, vanaf november 1951, toegepast. Doordat de monocoque-constructie hierdoor aan sterkte inboette bleef het deurtje erg klein. Vanaf januari 1953 werden enkele exemplaren uitgevoerd met achterspatborden van glasvezelversterkte kunststof en in december 1954 volgden ook fiberglas hardtop-kappen.
Al in 1951 werden enkele preproductiemodellen getoond, want de auto zou begin 1952 in productie moeten gaan. Door logistieke problemen kon dat niet doorgaan en de productie startte pas in oktober van dat jaar. De sliding pillar vering was toen al losgelaten; het nieuwe model kreeg het Flexitor-rubberveersysteem van George Spencer Moulton & Co. Ltd. Het voorwiel was nu opgehangen aan een stalen balk en beremd. Ook dit was een ontwerp van Granville Bradshaw.
Zowel de twee- als de vierzitters kregen standaard een canvas vouwdak, maar er was nu een fiberglas dak beschikbaar dat elk model kon converteren in een sedan. Bij latere versies van de Mark C werden al fiberglas spatborden en een fiberglas motorkap toegepast. De standaardversie (Standard Tourer) werd met een trekkoord gestart, maar de "De Luxe"-versie had een dynastart, een startmotor die bij lopende motor als dynamo ging werken, en een achterbumper. Later volgden nog de Standard Family Safety hardtop en de Deluxe Family Safety hardtop. De "Family"-versies hadden een iets grotere ruimte achter de zitbank, waarin twee zeer kleine naar elkaar toe gerichte hangmatzittinkjes voor kinderen zaten.
De Mark C bleef tot 1956 in productie en toen waren er 6.700 exemplaren geproduceerd. 
| mei 1956  | introductie Mark D                                                             |
| nov. 1956 | Enige registratie van een Minitruck volgens Mark D-specificaties               |
| juni 1957 | serie van 15 links gestuurde De Luxe Tourers, met onbekende bestemming         |
| sep. 1957 | standaardmodellen kunnen op bestelling worden uitgerust met de SIBA dynastart. |
| jan. 1958 | laatste Family Safety Hardtop geproduceerd                                     |
| feb. 1958 | laatste Standard en laatste De Luxe twee/driezittermodel geproduceerd          |
| mei 1958  | Family Safety model krijgt vierversnellingsbak met een positief stop-systeem.  |
| okt. 1958 | einde productie Family Tourer                                                  |

### Bond Minicar Mark D

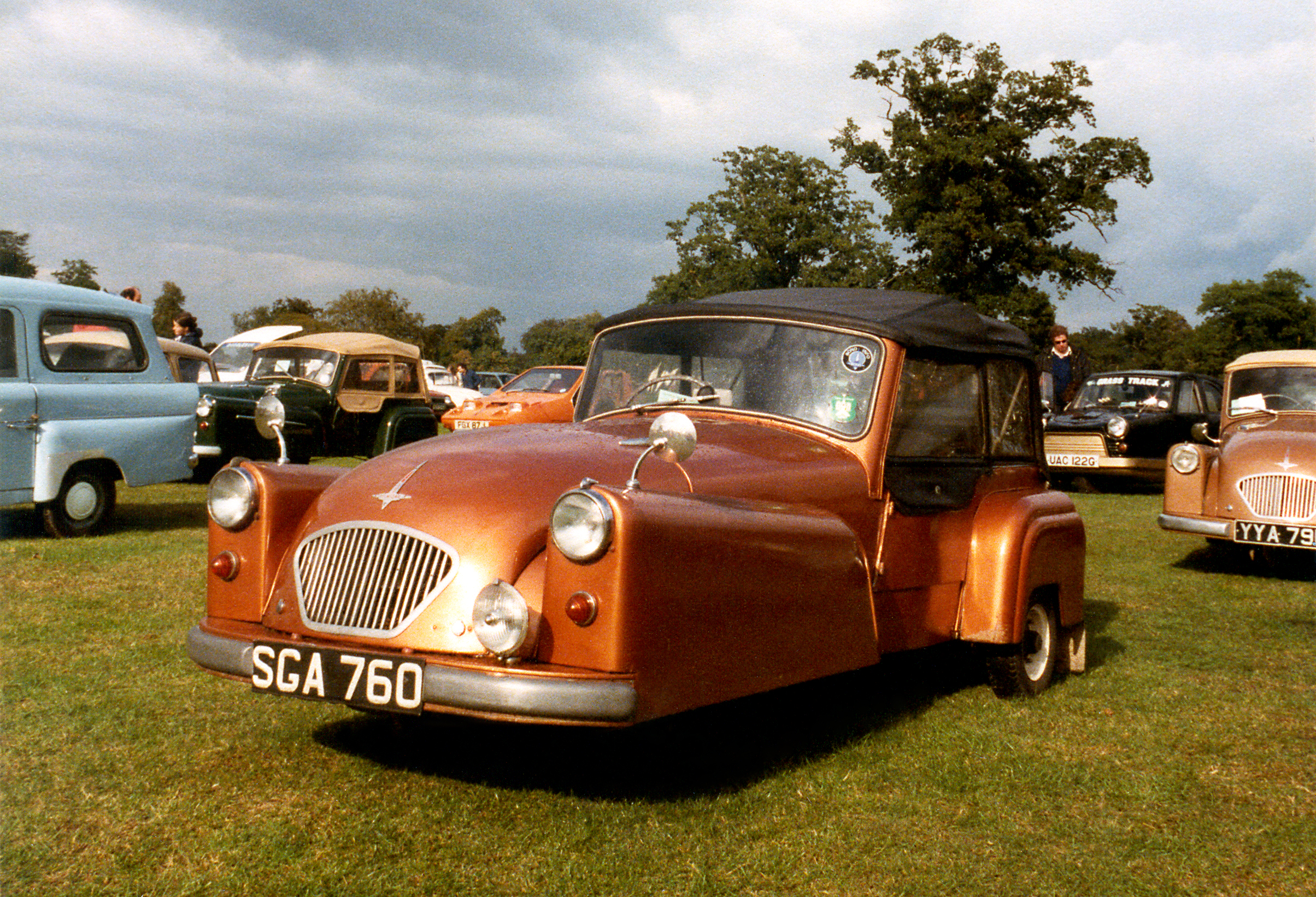
Mark D Family Safety 1956

In mei 1956 verscheen de Mark D, die uiterlijk niet veel verschilde van de Mark C, maar een aantal nieuwe opties had, zoals de verbeterde achtervering. Belangrijk was de achteruitrijmogelijkheid, die niet in de versnellingsbak zat, maar in de startmotor. Door het contact uit te zetten, de sleutel in te drukken en opnieuw te starten draaide de dynastart achterstevoren, waardoor ook de motor andersom liep en de auto achteruit kon rijden. Dit model had de nieuwe Villiers 9E-motor, die 12% meer vermogen leverde, waardoor de topsnelheid steeg naar ruim 80 km/uur. Dat betekende wel dat de aandrijflijn verstevigd moest worden: de koppeling kreeg vier platen en de secundaire ketting werd sterker. De elektrische installatie ging van 6 naar 12 volt waardoor de koplampen eindelijk behoorlijk licht opbrachten. Alle De Luxe-modellen kregen een SIBA dynastart. De wijzigingen die de Mark C in de loop van de jaren had ondergaan werden doorgevoerd in de Mark D, zoals de verbeterde achtervering, chroomstrips op de voorspatborden en grotere achterlichten. De bodemvrijheid werd kleiner, van bijna 18 cm naar 15 cm. Er waren vier versies van de Mark D: de twee/driezitters "Tourer" en "De Luxe" en de vierzitters "Standard Family Safety" en "De Luxe Family Safety". Voor de twee/driezitters was vanaf het begin een glasvezel hardtop beschikbaar. Voor de oude modellen Mark A t/m Mark C werden hardtops geleverd door de Sharples Engineering Company, die ook in Preston gevestigd was.
Met de introductie van de Minicar Mark E in december 1957 verdwenen de meest Mark D-modellen van de markt, maar de De Luxe Family Safety bleef in productie en maakte in 1958 zelfs nog 25% van de productie uit. Het model kreeg in 1958 wel een vierversnellingsbak en de naam werd veranderd in "Family Tourer".
Er werd in 1958 zelfs nog een nieuw Mark D-model getoond, de "Family Four Saloon" met een verlengde achterkant, maar dit kwam niet meer in productie. In november eindigde de Mark D productie helemaal, maar de Family Tourer bleef op bestelling leverbaar tot in 1960.
| sept. 1956 | eerste prototype |
| okt. 1956  | tweede prototype voor perspresentatie en tentoonstelling op de "Motorcycle Show" |
| okt. 1957  | eerste productie van de Mark E Tourer |
| jan. 1958  | bouw van de experimentele Mark E 12, die voor tests werd gebruikt en in 1962 werd verkocht aan een Londense motordealer. Dit prototype verschijnt regelmatig op shows, maar is omgebouwd tot vierzitter. |
| mei 1958   | eerste Mark E met hardtop, tevens eerste Mark E met de nieuwe Villiers 31A 250cc-motor, die later in de Mark F zou worden gebruikt.                                                                      |
| nov. 1958  | einde productie van de Mark E |

### Bond Minicar Mark E

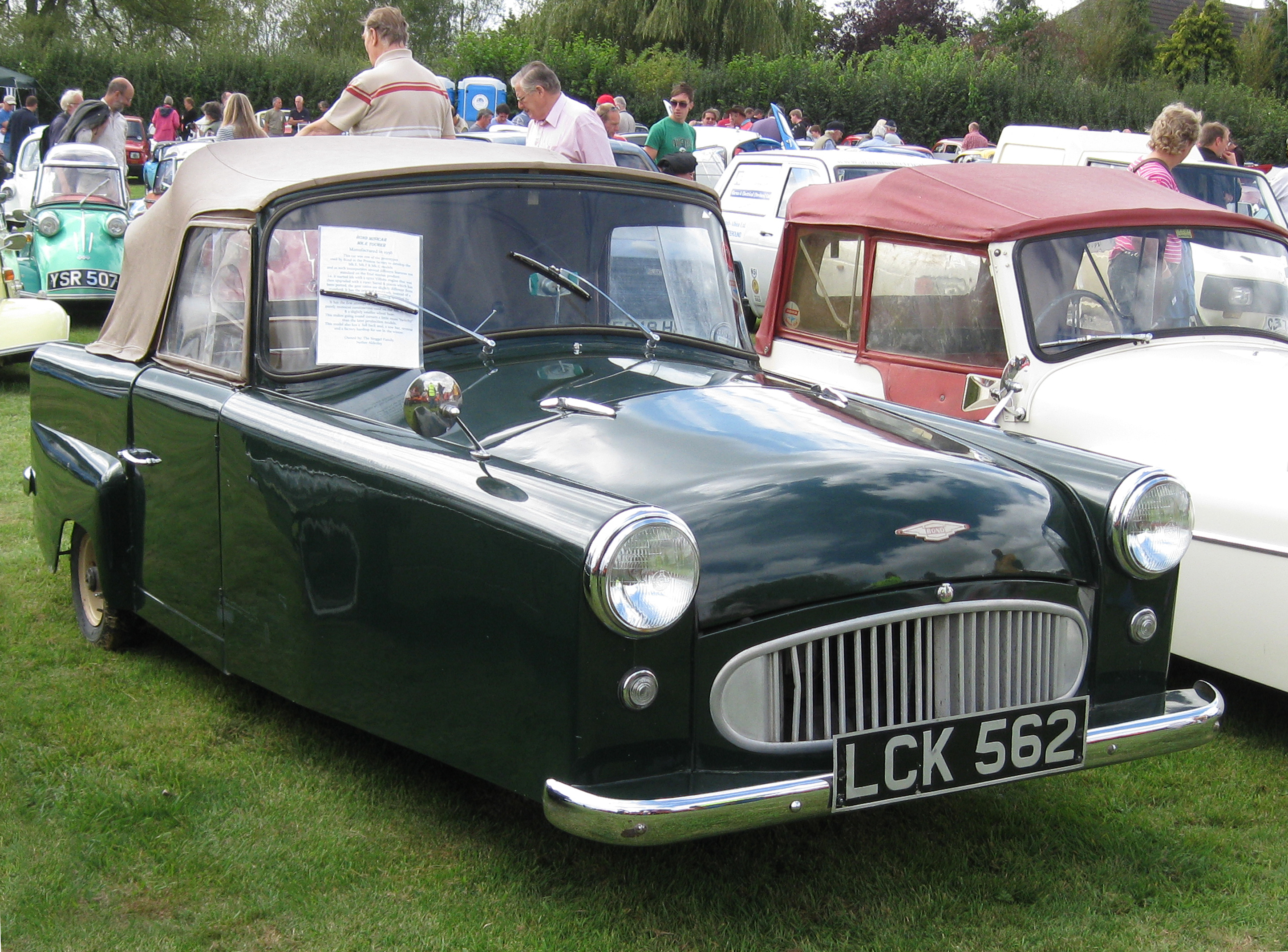
prototype van de Mark E uit 1956.

Het prototype van de Mark E werd al in oktober 1956 gepresenteerd en zou in mei 1957 op de markt komen, maar de productie startte pas laat in 1957 omdat de vraag naar de Mark D groter bleek dan verwacht. Terwijl bij de Mark D vooral technische wijzigingen waren aangebracht, was de Mark E vooral uiterlijk helemaal veranderd.
Het prototype had een semi-monocoque constructie (een gedeeltelijk zelfdragende carrosserie) om de auto te verstevigen, zodat volledige portieren aan weerszijden konden worden gebruikt. De valse voorspatborden aan de voorkant waren nu geïntegreerd met de rest van de voorzijde, waardoor het uiterlijk meer leek op dat van een moderne auto. Er waren twee subframes ingebouwd: een voor de versteviging van de vloer, de bevestiging van de achterwielophanging en de deuren en een voor de ophanging van het voorwiel, de motor en de stuurinrichting. Dit laatste was in rubbers gehangen om de motor- en voorwieltrillingen in het interieur te verminderen. De grille maakte ook geen deel meer uit van de motorkap, waardoor ook de voorkant sterker werd. De wielbasis was en opzichte van de Mark D ruim 30 cm langer.
Doordat de zijruiten nu deel uitmaakten van de portieren konden ze worden opengeschoven, maar was ook de wind- en waterdichtheid van de cabriokap verbeterd. Er zat nog steeds een enkele zitbank voorin, maar de rugleuning was gesplitst: het bestuurdersdeel kon worden versteld en het bijrijdersdeel kon voorover klappen om de kleine bagageruimte achterin toegankelijk te maken.
Het prototype had ook nog de Villiers 9E-motor van de Mark D. Het werd uitgebreid getest, maar pas in 1957 werden bij pre-productiemodellen problemen met de stabiliteit ontdekt. De auto kon zelfs bij korte bochten omslaan. Dat werd gecorrigeerd door de wielbasis zowel te verkorten als te verbreden. Dat gebeurde niet door de hele auto breder te maken, maar door de achterspatborden uit te bouwen en de wielen verder naar buiten en naar voren te plaatsen.
Het uiteindelijke model kreeg de Villiers 9E-motor met vier versnellingen. De topsnelheid bedroeg 80 km/uur. Het eerste model dat werd uitgebracht was basisuitvoering met cabriokap, de Mark E Tourer. In mei 1958 verscheen de Mark E Saloon Coupe, met een langer hardtop-dak, waardoor het leek alsof de cabine groter was en er voor vier personen plaats was. In werkelijk was dat niet zo. De hardtop kon nog steeds verwijderd worden om zonder dak te rijden.
De toevoeging van de subframes en de portieren betekende echter een flinke gewichtstoename, waardoor de 197cc-motor toch wat vermogen tekortkwam. Wellicht was dat de reden dat er nooit een vierpersoonsversie verscheen. Wel was er meer binnenruimte, waardoor de voorbank plaats bood aan drie personen.
Door het gebrekkige vermogen bleef de Minicar Mark D populair en kwam de Mark E nooit echt van de grond. Toen de productie in november 1958 werd beëindigd waren er slechts ongeveer 1800 exemplaren verkocht. 
| nov. 1958 | introductie Mark F |
| jan. 1960 | bouw van de "White Lady", een speciale Mark F Tourer voor directeur Colonel Gray. Dit model had een zwarte motorkap, luipaard bekleding, een wit stuurwiel en een door Ralph Bible getunede motor die een topsnelheid van 100 km/uur mogelijk maakte |
| mrt. 1960 | introductie van de Bond Ranger |
| juni 1960 | introductie van de Bon Van |
| juni 1961 | glasvezel voorspatborden, die later ook bij de Mark G zouden worden gebruikt. Tevens einde productie van de Saloon Coupe en de Tourer. |
| juli 1961 | Villiers 31A motor verbeterd |
| aug. 1961 | einde productie Family Saloon. Ranger krijgt veel van dezelfde specificaties van de nieuwe Mark G |
| dec. 1961 | Ranger uitgerust met de nieuwe Villiers 35A-motor |
| okt. 1962 | officieel einde productie van de Mark F Ranger |
| jan. 1963 | productie van een laatste Mark F Ranger, waarschijnlijk op bestelling |

### Bond Minicar Mark F

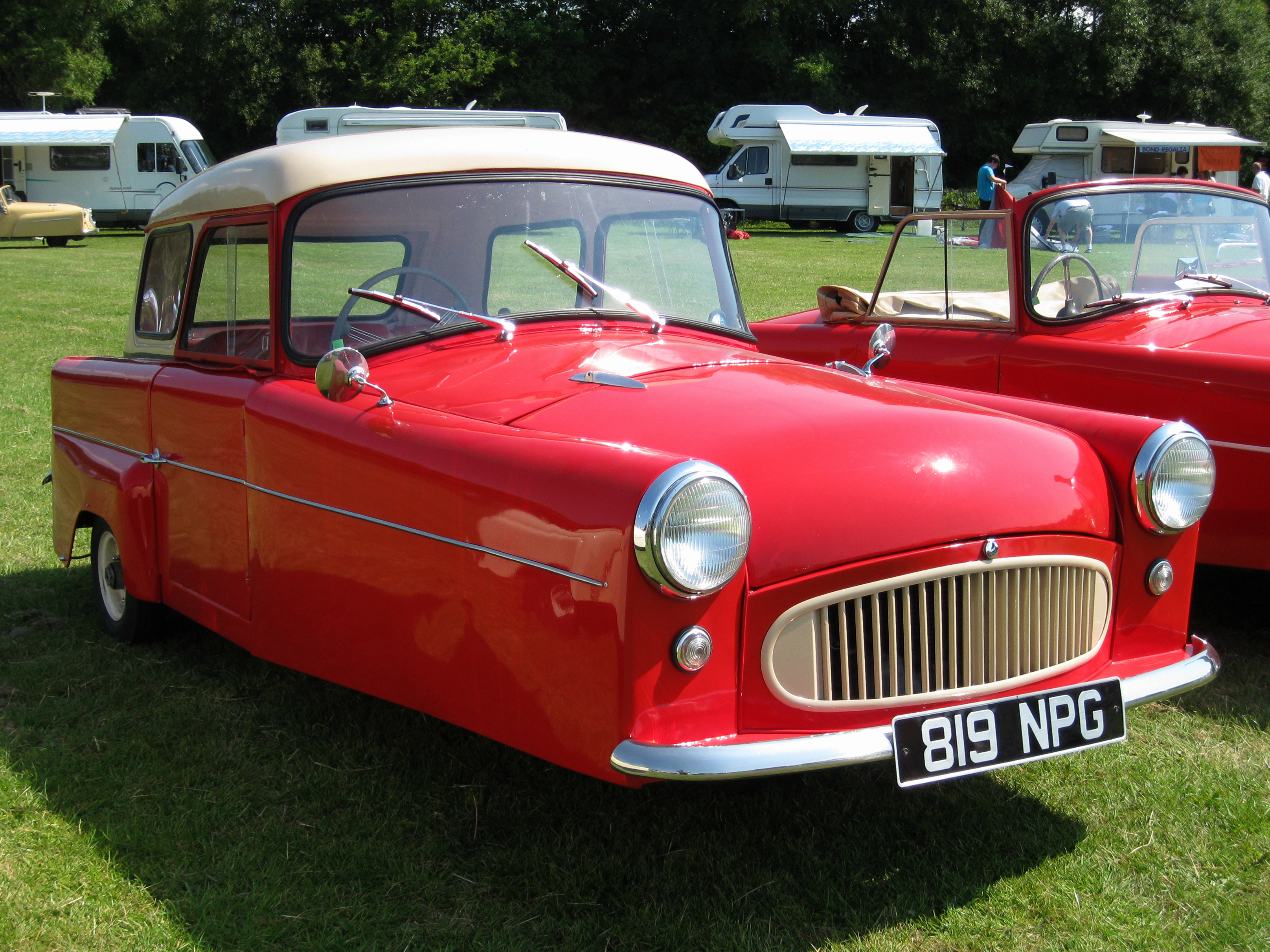
Mark F Family Saloon met de hardtop van een Ranger. De uitstulpende achterspatborden waren eigenlijk niet gepland, maar de spoorbreedte moest worden vergroot om het voertuig stabieler te maken.

Toen de Minicar Mark F in november 1958 op de Motorcycle Show werd gepresenteerd was er uiterlijk niet veel veranderd ten opzichte van de Mark E, maar nu was de Villiers 31A-motor ingebouwd, die 12 pk leverde, bijna 4 pk meer dan de oude Villiers 9E. Er werden drie modellen van de Mark F uitgebracht: de Mark F Tourer, de Mark F Saloon Coupe en de Mark F 4-seater Family Saloon. De Tourer en de Saloon Coupe waren identiek aan de Mark E, waarvan door het gebrekkige vermogen nooit een vierzitter was gemaakt. De topsnelheid was nu 90 km/uur en het brandstofverbruik was gemiddeld 4,7 liter per 100 km.
Hoewel de Family Saloon niet groter was dan de andere modellen, was er binnenin ruimte voor twee kinderzitplaatsen, nog steeds "hangmatstoeltjes", maar nu waren ze niet meer naar elkaar toe maar naar voren gericht. De kinderstoeltjes konden worden verwijderd om bagageruimte te creëren. Alle modellen konden tegen meerprijs worden uitgerust met een achteruitversnelling, hoewel ook de omkeerbare dynastart nu standaard op alle modellen werd toegepast. De Mark F was een onmiddellijk succes; in april 1959 werden er al 100 exemplaren per week geproduceerd. De productie eindigde in 1961, nadat er ongeveer 7.000 exemplaren waren gebouwd.

### Bond Ranger
In maart 1960 verscheen de Bond Ranger, die vergelijkbaar was met de Family Saloon door de ruimte achter de voorbank. Dit was nu een bagageruimte. Net als de Family Saloon had de Ranger een hardtop-dak, maar met een klepje aan de achterkant dat kon worden gebruikt om de laadruimte te bereiken. De Ranger bleef tot 1961 in productie.

### Bond Van
Feitelijk waren er twee modellen van de Ranger: het tweede model, de "Van" had slechts één zitplaats. Volgens de Britse wetgeving in die tijd mocht een dergelijke kleine, eenpersoons driewieler zonder rijbewijs en zonder L (Learner)-plaatje bestuurd worden vanaf 16 jaar. Toch werden er waarschijnlijk slechts 39 gebouwd.
| feb. 1961  | eerste experimentele modellen, nog met vaste driehoeksvenster die niet geopend konden worden.                                     |
| mei 1961   | drie nieuwe prototypen gebouwd.                                                                                                   |
| aug. 1961  | introductie Mark G Saloon, nog onder de naam "Bond 250 G".                                                                        |
| sept. 1961 | alle spatborden van glasvezel |
| jan. 1962  | nieuwe specificatie Villiers-motor                                                                                                |
| mei 1962   | eerste Mark G Ranger geproduceerd.                                                                                                |
| juni 1962  | eerste 250 G Estate geproduceerd.                                                                                                 |
| juli 1962  | 250 G Estate omgebouwd met tweecilinder motor voor de M1 Motorway 24 hour demonstration run.                                      |
| nov. 1962  | kettingsmeersystemen op alle modellen toegepast.                                                                                  |
| mrt. 1963  | eerste toepassing tweecilinder Villiers 4T-motor in een Ranger en een 250 G Saloon.                                               |
| feb. 1964  | remlichten geïntroduceerd |
| okt. 1964  | introductie van het spaarmodel 250 G Tourer.                                                                                      |
| mrt. 1965  | laatste Saloon met tweecilinder motor geproduceerd.                                                                               |
| okt. 1965  | laatste Saloon met eencilinder motor geproduceerd.                                                                                |
| dec. 1965  | laatste Tourers met een- en tweecilinder motor geproduceerd.                                                                      |
| mrt. 1966  | laatste Ranger met eencilinder motor geproduceerd.                                                                                |
| apr. 1966  | laatste Ranger met tweecilinder motor geproduceerd, laatste Estate met tweecilinder motor geproduceerd.                           |
| mei 1966   | officieel einde productie, laatste model was een blauwe 250 G Estate met een eencilinder motor.                                   |
| dec. 1966  | laatste geproduceerde Bond Minicar, een 250 G Estate zonder motor en alleen in grondverf gespoten, geleverd aan de Griekse klant. |

### Bond 250 G

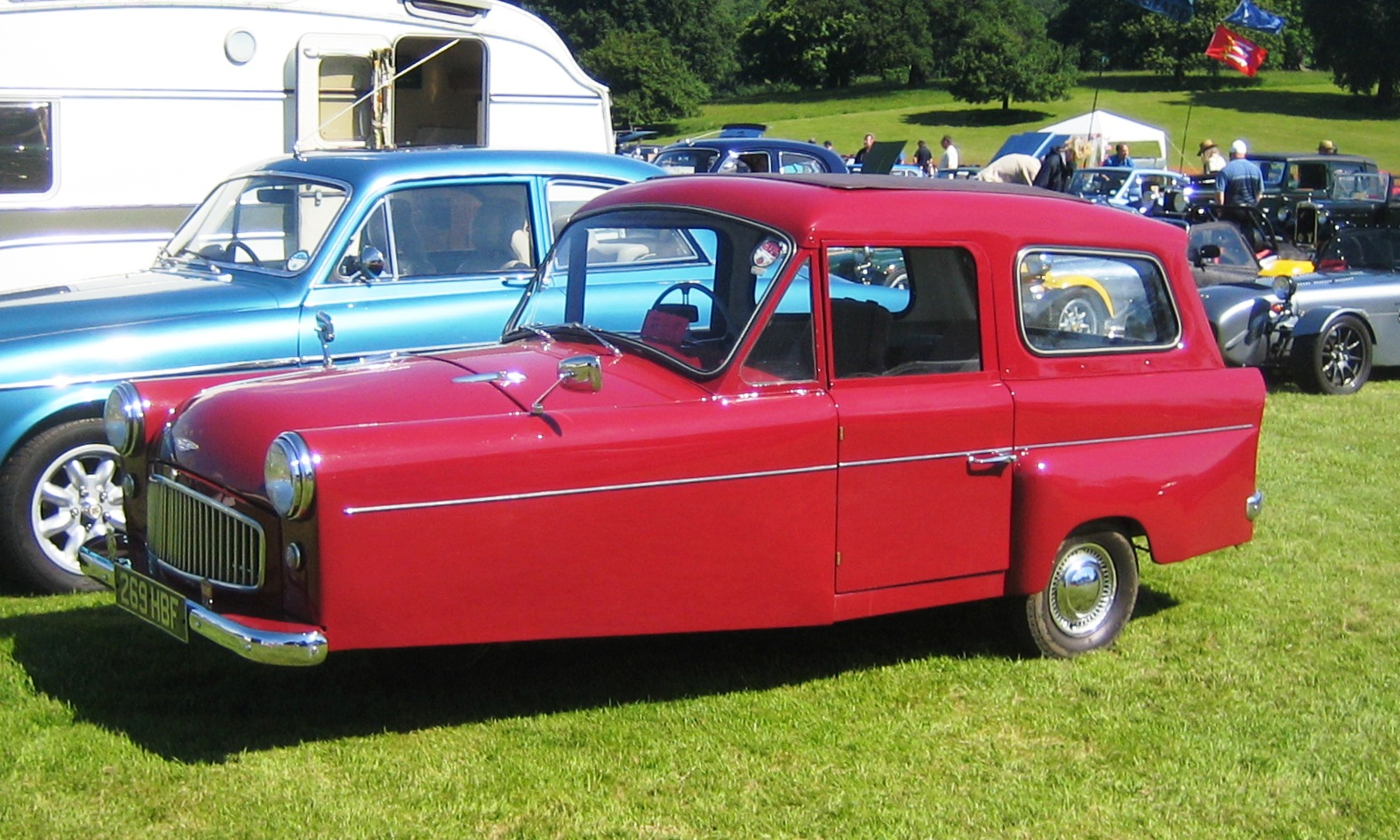
Bond 250 G Estate

Deze laatste versie van de Bond Minicar was grotendeels gebaseerd op de Mark F, maar toch waren er grote verschillen. Er kwam een nieuw glasvezel dak, nieuwe deuren en een nieuwe voorruit met kleine driehoeksvenstertjes.
Het eerste model dat in augustus 1961 in productie kwam was de Bond 250 G Saloon. Deze had een nieuw dak dat meer hoofdruimte bood en een terugwijkende achterkant had, zoals vanaf 1959 ook bij de Ford Anglia 105E was toegepast. Vooral de stalen omtrek van de driehoeksvensters maakte het mogelijk de voorruit verder naar voren te zetten en dat had weer grote gevolgen voor het interieur. Er kwam veel meer ruimte en die werd gebruikt om een echte geveerde achterbank te monteren, waardoor voor het eerst twee volwassenen achterin konden zitten. De voorstoelen waren verstelbaar en de rugleuning van de bijrijdersstoel klapte veel verder naar voren om het achterin instappen makkelijker te maken.
Hoewel het logisch was geweest nog meer vermogen te gebruiken omdat er nu vier volwassenen in de auto pasten, gebeurde het omgekeerde. Villiers ontwikkelde speciaal voor Sharp's de Villiers 35A motor, een doorontwikkeling van de 197cc-Villiers 9E, die nu 11,5 pk leverde. De achtervering was helemaal nieuw, met twee swingarmen en hydraulische Armstrong-schokdempers. Ook het remsysteem werkte nu bijna helemaal hydraulisch. Het voorwiel was volledig hydraulisch beremd, de achterwielen alleen tot aan de hoofdremcilinder. Van daaraf werkten de achterremmen met een stangenstelsel. 

### Bond 250 G Estate en Bond 250 G Ranger
In 1962 verschenen twee aanvullende modellen: de "Bond 250 G Estate" en de "Bond 250 G Ranger". De Estate had een aan het dak scharnierende hatchback en de achterstoelen konden worden omgeklapt of geheel worden verwijderd. De Ranger was gelijk aan de Estate, maar zonder achterstoelen en zonder achterste zijruiten.
Zoals gebruikelijk werden de nieuwe modellen voorgesteld tijdens de Motorcycle Show en de belangstelling was groot. Een tegenvaller was echter de verandering in de aankoopbelasting van vierwielige auto's. In april 1962 ging deze van 55% naar 45% en in november zelfs naar 25%. Daardoor werden sommige driewielers zelfs duurder van vierwielers en het prijsverschil werd in elk geval erg klein. Een Bond Estate met achteruitversnelling kostte in 1963 £ 417 en een complete Mark I Mini ongeveer £ 700,=. Directeur Tom Gratix stuurde een telegram naar de Chancellor of the Exchequer om het belastingvoordeel voor driewielers te herstellen omdat er anders 300 ontslagen zouden vallen.
Desondanks ging de ontwikkeling van de Bond 250 G door, vooral op het gebied van de motoren. Villiers ontwikkelde een 250cc-tweecilindermotor speciaal voor Bond, de Villiers 4T, die 14,6 pk leverde. Die werd vanaf april 1964 toegepast. 

### Bond 250 G Tourer
De verkopen liepen echter gestaag terug en om het tij te keren bracht Sharp's een spaarmodel uit. In oktober 1964 verscheen de Bond 250 G Tourer, een cabriolet met een glasvezel motorkap minder chroomstrips en met vaste driehoeksvensters. Dit model kreeg weer de Villiers 35A-motor, maar als optie kon ook de Villiers 4T tweecilinder worden ingebouwd.
De Saloon en de Tourer gingen eind 1965 uit productie, de Ranger en de Estate in het voorjaar van 1966. De allerlaatste Bond Minicar werd echter pas in november 1966 gebouwd. Dit was een Estate die waarschijnlijk speciaal was besteld door een klant in Griekenland.
Sharp's Commercials (intussen "Bond Cars Ltd.") had inmiddels meer ijzers in het vuur: sinds 1963 de Bond Equipe vierwielige sportwagen met een Triumph Spitfire-motor en sinds 1965 de driewielige Bond 875 met een 875cc-Coventry Climax-viertaktmotor.

## Trivia

### Dagelijks bier?
Toen in 1950 de productie van de 1.000e Bond Minicar werd gevierd liet Colonel Gray bier aanrukken voor de werknemers. Een van hen, die juist op die dag was begonnen, dacht dat hij een heel fijne werkgever had gevonden en dat de dagafsluiting met bier een dagelijks gebeuren was. 

### Kickstarten
Omdat de gebruikte motoren onveranderd bestemd waren voor motorfietsen, hadden ze ook een kickstarter. Duurdere ("De Luxe") Minicars hadden wel een startmotor, maar ze konden ook met een kabel vanuit de cabine gestart worden. Als zo'n kabel brak namen niet alle eigenaren de moeite die te (laten) repareren, want men had immers nog de mogelijkheid de motor aan te trappen. Dat was een opmerkelijk gezicht: de motorkap openen, in de motorruimte gaan staan en de motor aantrappen. Bij de eerdere (Mark A en Mark B) modellen was het door de kleinere motorkap nog niet mogelijk in de motorruimte te stappen.

### Snelheid achteruit
Dat de SIBY-Dynastart (vanaf de Mark D) de motor achterstevoren kon laten lopen, betekende in feite dat de chauffeur ook alle versnellingen achteruit kon gebruiken en dat de topsnelheid achteruit vrijwel gelijk was aan vooruit. 

### Publiciteitsstunt
Toen in 1958 de eerste Britse autosnelweg, de "Preston By-pass" (tegenwoordig een deel van de M6) door de Britse premier Harold Macmillan werd geopend, besloot men te proberen een Minicar Mark E in beeld te brengen door als eerste voor de BBC-camera's langs te rijden. Een Austin-Healey eigenaar, die er als eerste was, werd overtuigd de Minicars voor te laten en twee Minicars blokkeerden de rijstroken, zodat een derde hen na de opening kon passeren en als eerste over de snelweg zou rijden. Deze derde auto was daarvoor voorzien van de nieuwe 247cc-motor die bedoeld was voor de latere Mark F. Het plan mislukte, want de Bond Minicar versloeg niet alleen alle andere auto's, maar ook de BBC-cameraploeg, die nog niet op haar plaats stond. Toen de M6 in 2008 vijftig jaar bestond werd deze gebeurtenis door het Britse tv-programma Inside Out nagespeeld.